# Luis Rivero
Luis Abel Rivero (Córdoba Capital, Provincia de Córdoba, Argentina, 23 de septiembre de 1986) es un futbolista argentino. Juega como delantero y su primer equipo fue Racing de Córdoba. Actualmente milita en Gimnasia y Esgrima de Concepción del Uruguay del Torneo Federal A.

## Clubes
| Club                         | País      | Año             |
| ---------------------------- | --------- | --------------- |
| Racing de Córdoba            | Argentina | 2004-2009       |
| Los Andes                    | Argentina | 2009            |
| General Paz Juniors          | Argentina | 2010            |
| Racing de Córdoba            | Argentina | 2010-2012       |
| Sportivo Belgrano            | Argentina | 2012-2014       |
| Mitre de Santiago del Estero | Argentina | 2014-2015       |
| Libertad de Sunchales        | Argentina | 2015            |
| Ben Hur de Rafaela           | Argentina | 2016            |
| Guaraní Antonio Franco       | Argentina | 2016-2017       |
| Gimnasia y Tiro de Salta     | Argentina | 2017-2018       |
| Gimnasia y Esgrima (CdU)     | Argentina | 2018-?          |
| Libertad De Villa Trinidad   | Argentina | 2023-actualidad |